# 3064 Zimmer
3064 Zimmer (1984 BB1) là một tiểu hành tinh vành đai chính được E. Bowell phát hiện vào ngày 28 tháng 1, năm 1984 tại Flagstaff (AM).